# Leucoptera aceris
Leucoptera aceris is een vlinder uit de familie sneeuwmotten (Lyonetiidae). De wetenschappelijke naam is voor het eerst geldig gepubliceerd in 1903 door Fuchs.
De soort komt voor in Europa.